# Michele Pennetta

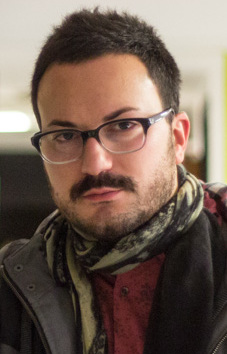
portrait de Michele Pennetta en 2013

Michele Pennetta, né en 1984 à Varèse, est un réalisateur italien de documentaires.

## Biographie
Michele Pennetta réalise son premier court métrage en 2010 au terme de ses études à l'École cantonale d'art de Lausanne : ce film, I cani abbaiano, est présenté dans plusieurs festivals et récompensé par le Prix du meilleur documentaire au Festival Frontdoc.
Son long métrage Il mio corpo a fait partie de la programmation de l'ACID établie en 2020 pour le Festival de Cannes : il est sorti en salles, en France, en 2021.

## Filmographie

### Courts métrages
- 2010 : I cani abbaiano
- 2011 : Profondo Amore
- 2013 : 'A iucata

### Longs métrages
- 2016 : Pescatori di corpi
- 2020 : Il mio corpo